# Franz Karl Bößer

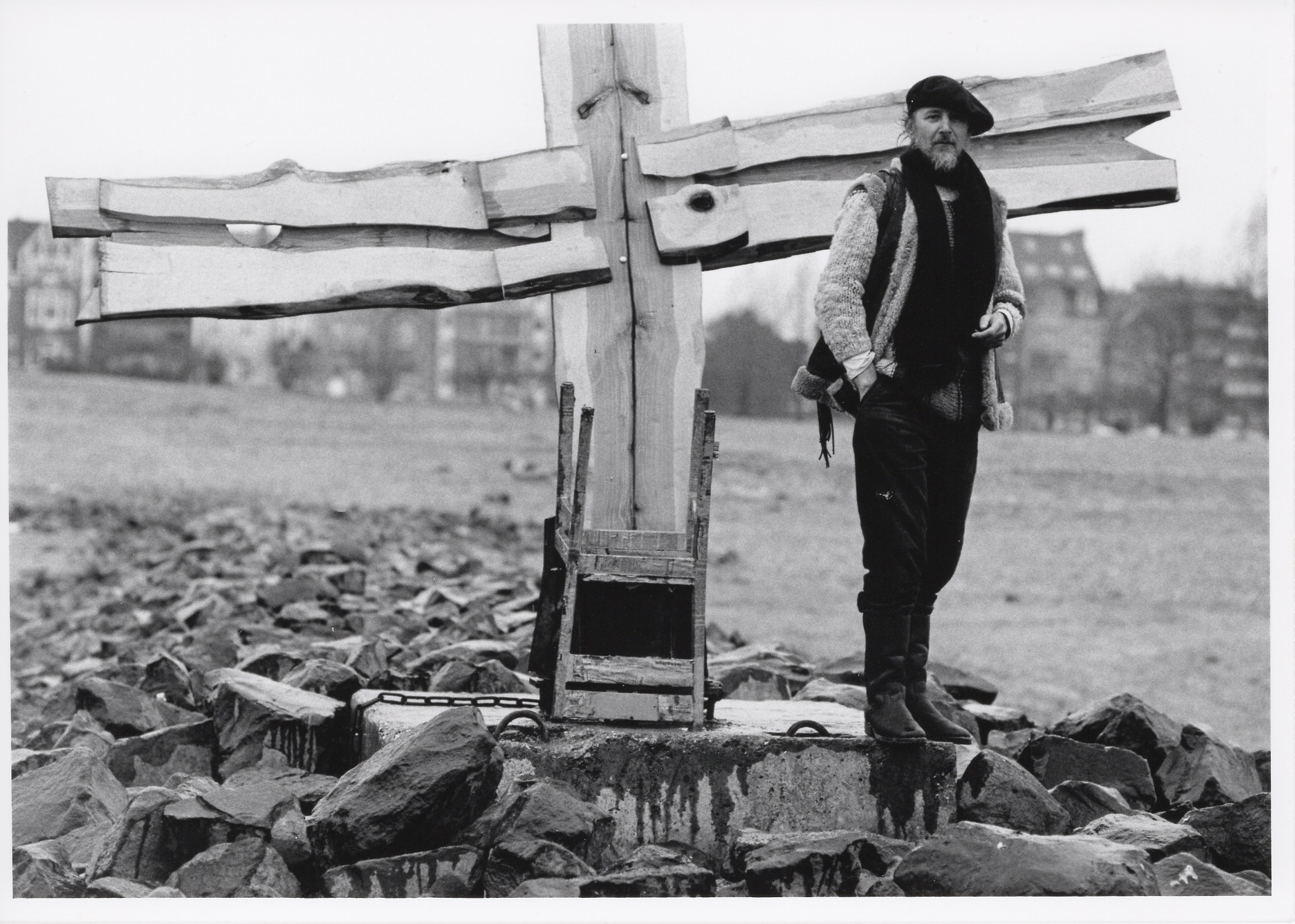
Franz Karl Bößer

Franz Karl Bößer (* 3. Januar 1934 in Düsseldorf; † 20. April 2003 ebenda) war ein deutscher Künstler (Malerei, Bildhauerei und Aktionskunst). Bößer arbeitete ab Beginn der 1980er Jahre in Anlehnung an das Konzept des erweiterten Kunstbegriffs der „Sozialen Plastik“ und verfolgte es unter dem Begriff „Arbeiten an der sozialen Skulptur“ weiter.

## Leben
Bößer wurde 1934 in Düsseldorf geboren. Seine Kindheit war von den Auswirkungen des Zweiten Weltkriegs geprägt. Während der Bombenangriffe wurde er obdachlos und geriet mit 11 Jahren unter Trümmern begraben. Später wurde er nach Ostpreußen geschickt, wo er als Flakhelfer eingesetzt wurde. In den Jahren 1945 bis 1947 befand er sich in Gefangenschaft in Ostpreußen, der Ukraine und Polen und arbeitete dort als Kuhhirte.
Im Jahr 1947 gelang ihm die Flucht nach Westdeutschland. Aufgrund von Unterernährung musste er zunächst als Landarbeiter tätig sein. Von 1950 bis 1953 absolvierte er eine Lehre als Maschinenschlosser und schloss diese erfolgreich ab. Anschließend arbeitete er von 1953 bis 1961 als Geselle und Montageleiter in verschiedenen Werken der Schwerindustrie.
Von 1961 bis 1963 war er Mitarbeiter des Landessportbundes in der Jugendbildungsstätte. In dieser Zeit betätigte er sich auch als Wildwassersportler und unternahm Studienfahrten mit dem Kanu durch Europa und gewann u. a. die deutsche Meisterschaft.
Im Jahr 1963 schloss Franz Karl Bößer eine Ausbildung zum Maschinenbaumeister ab und erhielt die Zulassung zur Sonderbegabtenförderung. 1966 begann er ein Studium an der Höheren Fachschule für Sozialarbeit. Im selben Jahr heiratete er Theresia Golling. 1969 schloss er sein Studium erfolgreich ab und erhielt die staatliche Anerkennung als Soziallehrer und Sozialarbeiter.
Im März 1970 wurde seine Tochter Inke Bößer geboren, gefolgt von der Geburt seiner Tochter Karen Bößer im Juni 1972. Von 1969 bis 1971 arbeitete er in sozialen Brennpunkten in der Stadt Düsseldorf.
Von 1971 bis 1976 war er Gruppenleiter einer heilpädagogischen Wohngruppe im städtischen Kinderhilfezentrum. In dieser Zeit wurde er auch als Schüler von Joseph Beuys an der Kunstakademie Düsseldorf aufgenommen. Im Februar 1975 wurde er zum Meisterschüler durch Prof. Joseph Beuys in der Kunstakademie Düsseldorf im Raum 20. ernannt, diese Auszeichnung wurde im Jahr 1976 durch einen Beschluss der Kommission der Kunstakademie erneuert.
Zusätzlich zu seiner Tätigkeit als Künstler erweiterte Franz Karl Bößer 1976 seinen Arbeitsbereich als Sonderpädagoge mit dem Schwerpunkt Einzelbetreuung durch den Einsatz kreativer Methoden. Im selben Jahr gründete er im Kinderhilfezentrum das Werkhaus, um die künstlerische Arbeit als heilende Kraft in der Erziehung zu vertiefen.
1980 wurde das Werkhaus weiter ausgebaut und die vorhandenen Räumlichkeiten verbessert und der Schwerpunkt auf Aktionskunst und interdisziplinärer Arbeit im Rahmen von „Kunst vor Ort“ (Ganzheitsansatz) gesetzt.
1987 nahm Franz Karl Bößer seine Tätigkeit als Gastdozent am Institut für Soziale Arbeit in Wuppertal auf. Im Jahr 1988 war er als Gastdozent für Kunst und Methodik an der Sozialakademie Wansdorf in Berlin tätig. Des Weiteren hatte er 1989 eine Gastdozentur an der Evangelischen Fachhochschule Rheinland, Westfalen-Lippe in Bochum inne. Von 1999 bis 2003 wirkte Bößer als Dozent für ästhetische Ausbildung bei der Carl Richard Montag Stiftung für Jugend und Gesellschaft in Bonn.

## Einzelaktivitäten und Ausstellungen
- 1985: Villa Engelhardt BBK, Düsseldorf
- 1980: Wasserkonferenz II, Bundesgartenschau, Düsseldorf

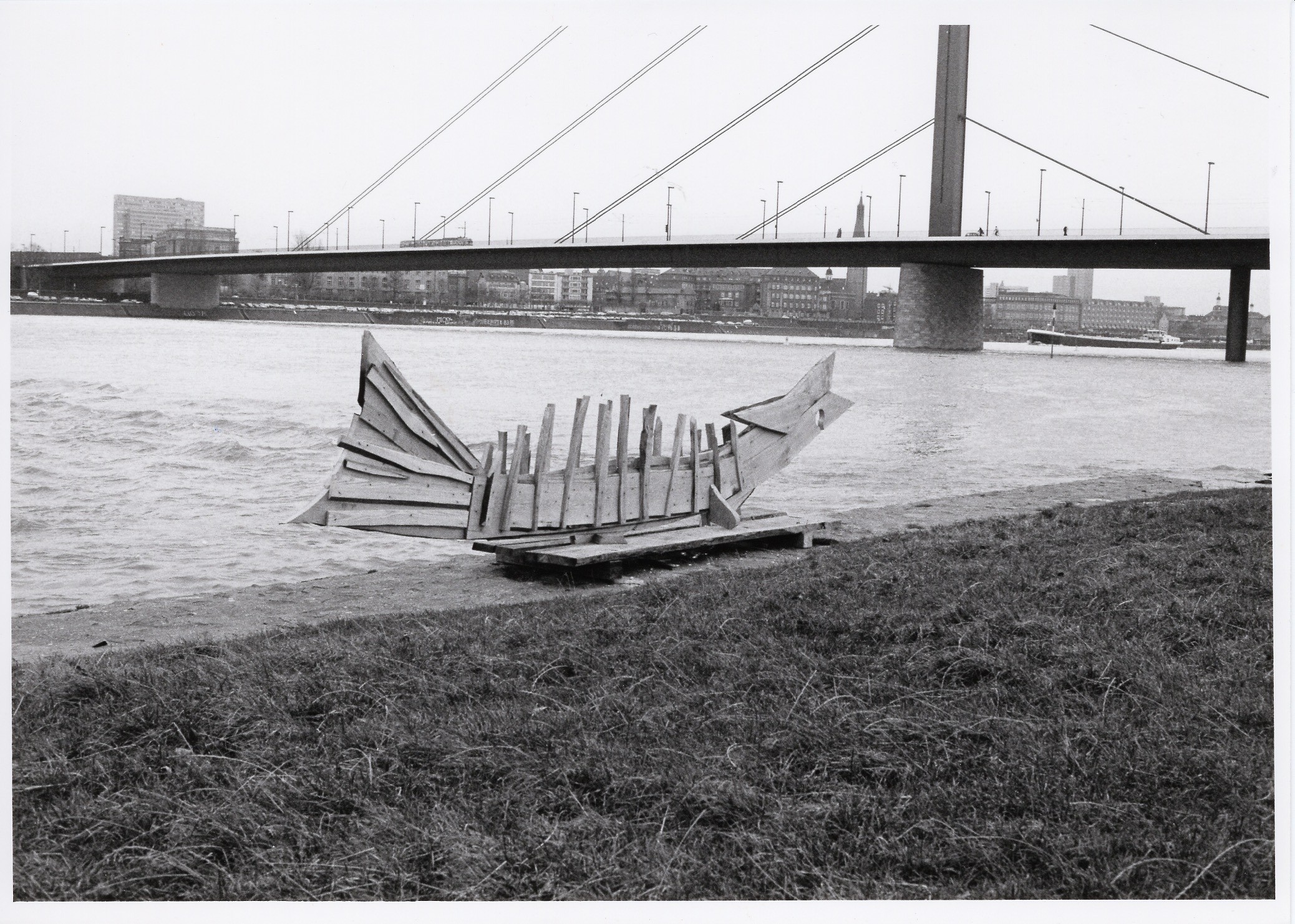
Fischskulptur von Franz Karl Bößer am Rheinkilometer 745 in Düsseldorf, 1988.

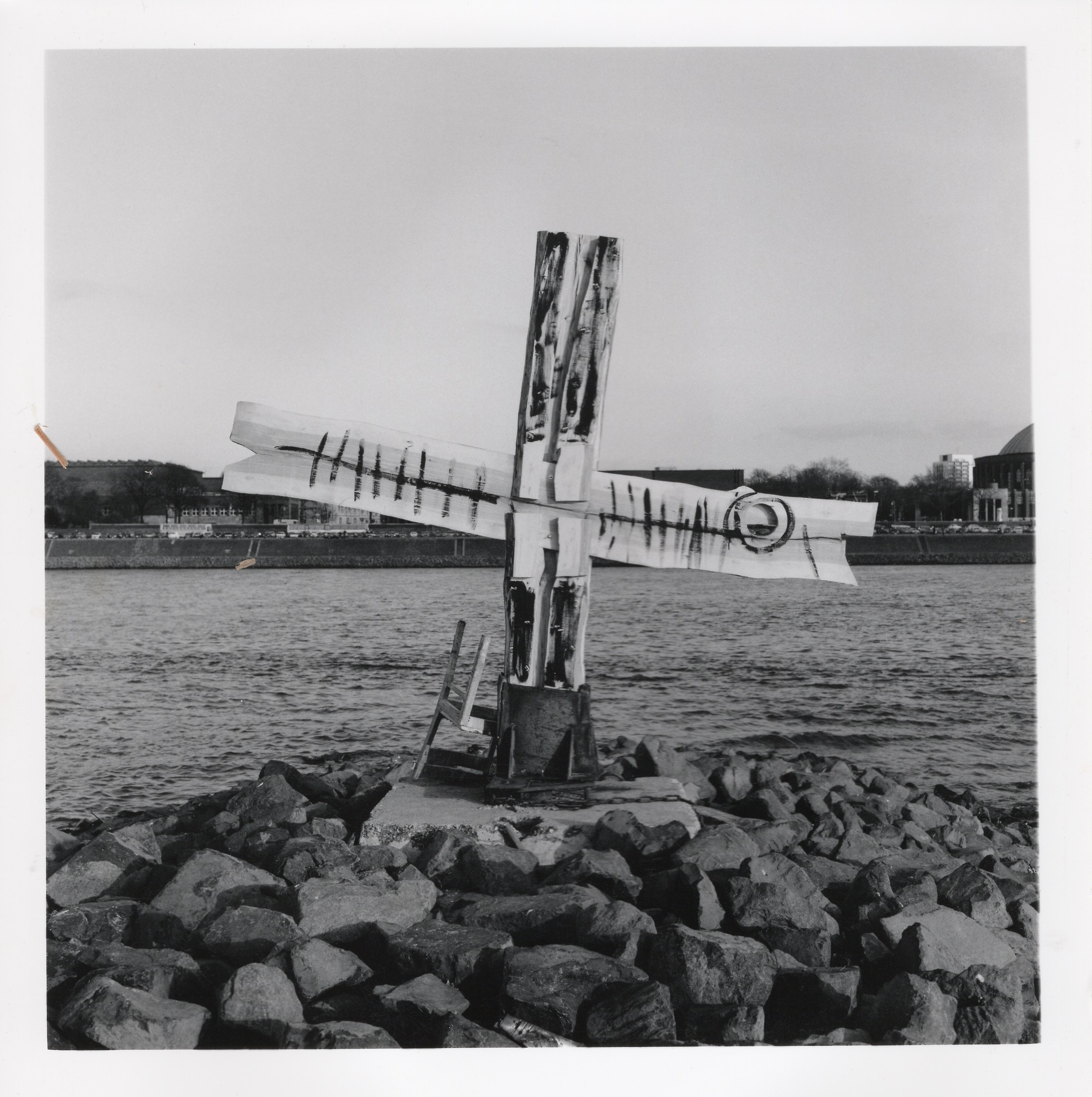
„Fischkreuz“ Franz Karl Bößer, Rheinkilometer 745, Düsseldorf, 1983.

- 1983: Fischkreuz, Rheinkilometer 745, Düsseldorf
- 1984: Fischskulptur, Rheinkilometer 745, Düsseldorf

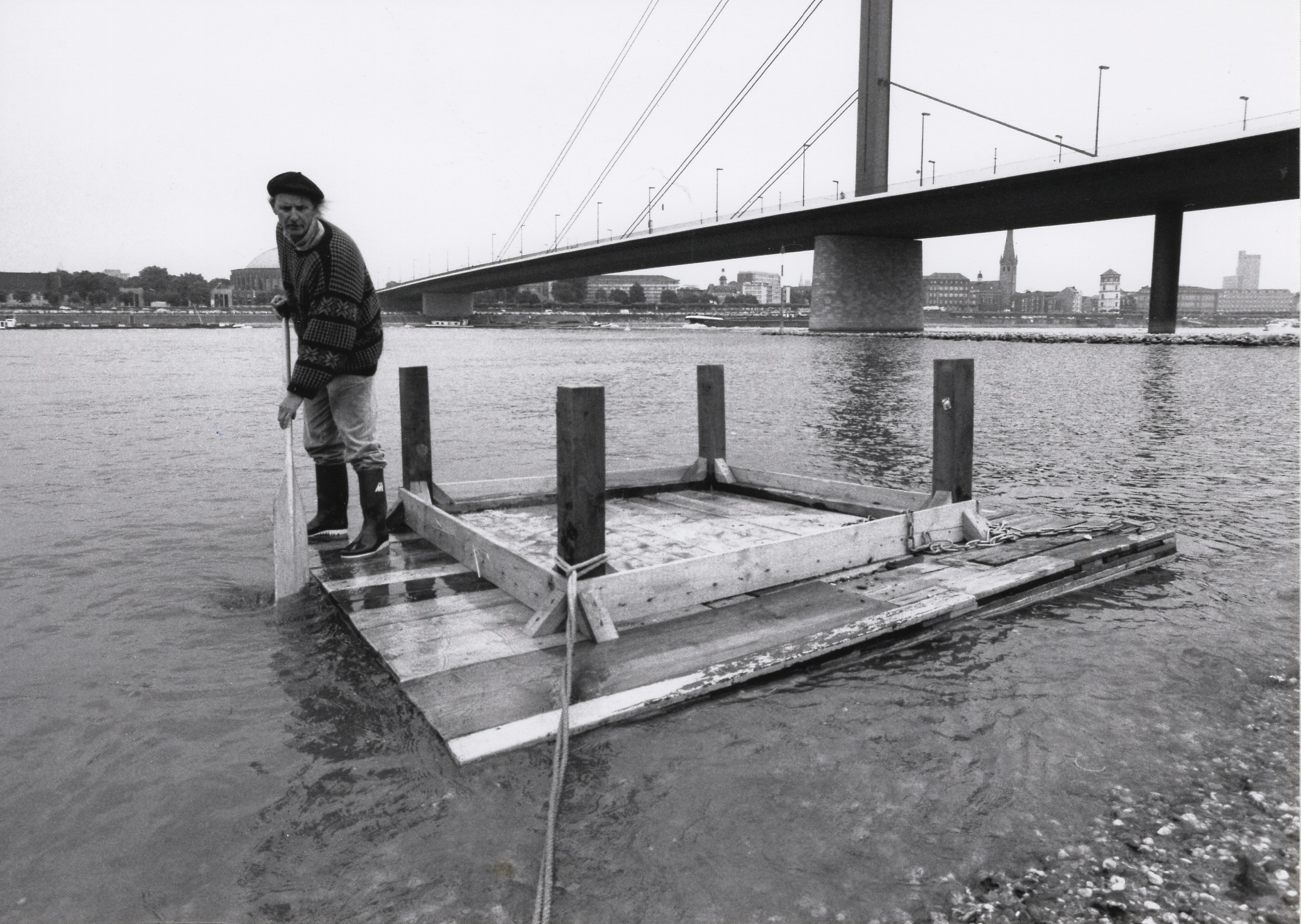
„Die Wasserfrage auf den Tisch bringen“, Aktion am Rheinkilometer 745 in Düsseldorf, 1986.

- 1984–86: „Offenes Atelier“, Rheinkilometer 745, Düsseldorf
- 1986: Vogelzeichen im Losheimer Graben, Belgien
- 1987: „Zeitzünder - Lebenszeichen“ auf dem ehemaligen Munitionsgelände. Kehr Hallschlag Eifel, Losheim, Losheimer Graben, Belgien
- 1993: „Sandzeichen, Sandlandschaften“ im Weiterbildungszentrum, Düsseldorf
- 1994: „Die Welt von gestern ist das Museum von heute“, Kunst im öffentlichen Raum
- 1995: „Der Erde eine Arche bauen“, Kunst im öffentlichen Raum, Baasem-Dahlen, Eifel
- 1971–1999: Pädagogische und künstlerische Arbeiten.
- Zehn Jahre Werkhaus; Ausstellung: „fließend“ weiter folgten: „Zeichen setzen“, „Fischkreuz“, „Reibungsfläche“ „Sinnbilder“, „Im Leib des Fisches“. „Es geht weiter“;
- 25 Jahre Werkhaus; Ausstellung: „Leitfaden, Leitbilder, Leidbild“, „Asyl“, Raum Installation im Asylbewerberheim Düren, „Finistere: Balance, Steine, Zeit, Raum“, Bretagne, Frankreich
- 2000: Kunst vor Ort „Schwebendes Verfahren“ Sozialgericht, Düsseldorf
- 2000: Kunst im öffentlichen Raum „Steinzeichen und Torfspuren“, Donegal, Irland
- 2001: Arbeiten an der sozialen Skulptur, Steinskulpturen „Torfhaus“, Donegal, Irland
- 2002: Arbeiten an der sozialen Skulptur, Steinskulptur „Europa in Balance“ Prudnik, Polen
- 2002: Kunst im öffentlichen Raum, Performance mit Karen Bößer in Prudnik, Polen
- 2002–2003: Arbeiten an der sozialen Skulptur, Steinskulpturen. „Soziales Atelier“, En Hod, Israel
- 2003: Kunst im öffentlichen Raum, Performance mit Karen Bößer in En Hod, Israel

## Aktionen und Gruppenausstellungen
- 1976: Kunstverein Frankfurt „mit neben gegen“, Frankfurt am Main
- 1977: Aktion „Trojanisches Pferd“ zum Jahr des Kindes, Düsseldorf
- 1981: Aktion im Jugendamt der Stadt Düsseldorf „1000 Papierschiffe“, Düsseldorf
- 1985: Wasserkonferenz auf dem Gelände der Zeche Carl, Essen
- 1986: Jahres Ausstellung, Kunstmuseum Ehrenhof „Rheinfisch“ Düsseldorf

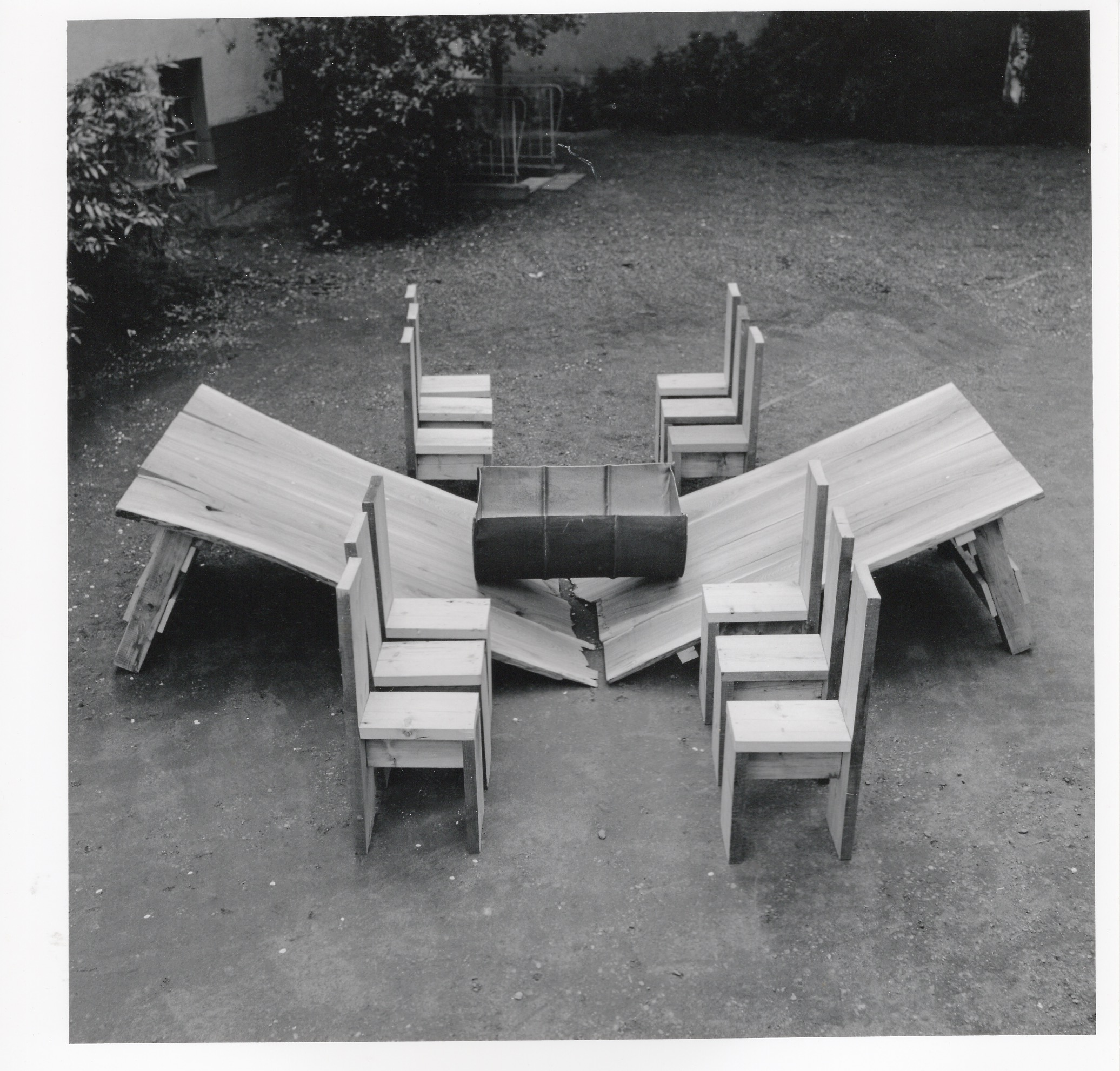
Skulptur im Garten von Franz Karl Bößer im Kinderhilfezentrum, Düsseldorf

- 1987: Aktion „Wasserkreislauf“, „Fischzug“ Bundesgartenschau, Düsseldorf
- 1988: „Raumstrukturen Menschenspuren“, in der Universität Düsseldorf
- 1989: „Wassertisch“ im Garten des Werkhauses des städtischen Kinderhilfezentrums anlässlich der internationalen Wasserkonferenz in England
- 1992: „Jahresringen, Zeitfragen, der Fisch im Fluss der Zeit“ im Jugendamt der Stadt Düsseldorf
- 1994: „SehZeichen für Erdländer“. Ausstellung im Rathaus der Stadt Neuss
- 1997: „Auftauchstation Pool Element“, Wasser und Arbeiten an der sozialen Skulptur, ehemalige Wellenbad an der Grünstraße, Düsseldorf
- 1998: „Gipfelkonferenz auf dem Tisch der Kuh“ im Naturmuseum. Eifel
- 1999: „Le Musée des enfants“, das arbeitende Museum im Stadtmuseum der Landeshauptstadt, Düsseldorf
- 1998: „Steinzeichen“- „Le Musée des enfants“. Ausstellung im Sozialgericht, Duisburg
- 1999: Kunst vor Ort, „Poesie im Alltag“, Institut für soziale Arbeit in Frankfurt a. M.„Le Musée des enfants“ im Werkhaus, Kinderhilfezentrum, Düsseldorf, 1999.

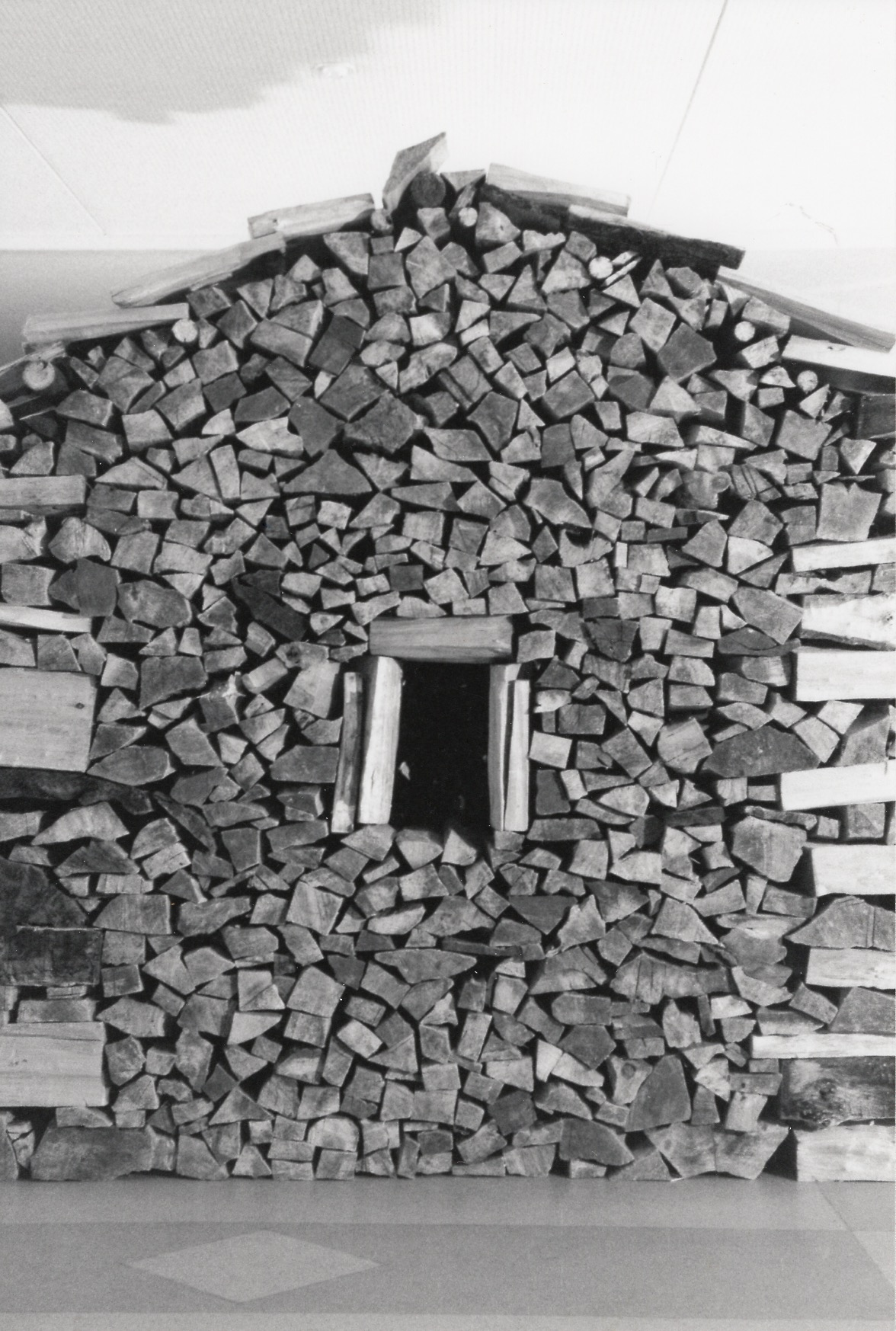
„Le Musée des enfants“ im Werkhaus, Kinderhilfezentrum, Düsseldorf, 1999.

- 1999: „Die Löwen kommen“ mit Kindern und Jugendlichen im Stadtmuseum anlässlich des 125 Jahresjubiläums im Stadtmuseum der Landeshauptstadt, Düsseldorf
- 1999: Kunst vor Ort: „Ein schwebendes Verfahren“, Ausstellung im Sozialgericht, Düsseldorf
- 2000: Ausstellung „Gaststätte Arbeitsstätte“, „Die Arbeit geht weiter“, Werkhaus, Düsseldorf
- 2000: Arbeit an der sozialen Skulptur „Stein und Torferfahrung“, Donegal, Irland

## Veröffentlichungen Literatur
- Theo Eckmann, Die Arbeit an der sozialästhetischen Skulptur / The Work on the social Sculpture: Sozialästhetische Praxis mit Franz Bösser / Social-aesthetic practice with Franz Bösser (Beiträge zur Sozialästhetik) Taschenbuch – 15. Januar 2004; ISBN 978-3-89733-105-1[3]
- Petra Richter, Mit, neben, gegen Die Schüler von Joseph Beuys Richter Verlag, Düsseldorf 2000; ISBN 978-3-933807-07-6[4]
- Alltägliche Heilpädagogik und ästhetische Praxis – 1. Edition, 1996; ISBN 978-3-8253-8230-8[5]
- Le Musee des Enfants Ein Projekt von Franz Karl Bößer zur Sozialen Skulptur Kunst vor Ort im Werkhaus, Published by Wohl 1997

## Weblinks

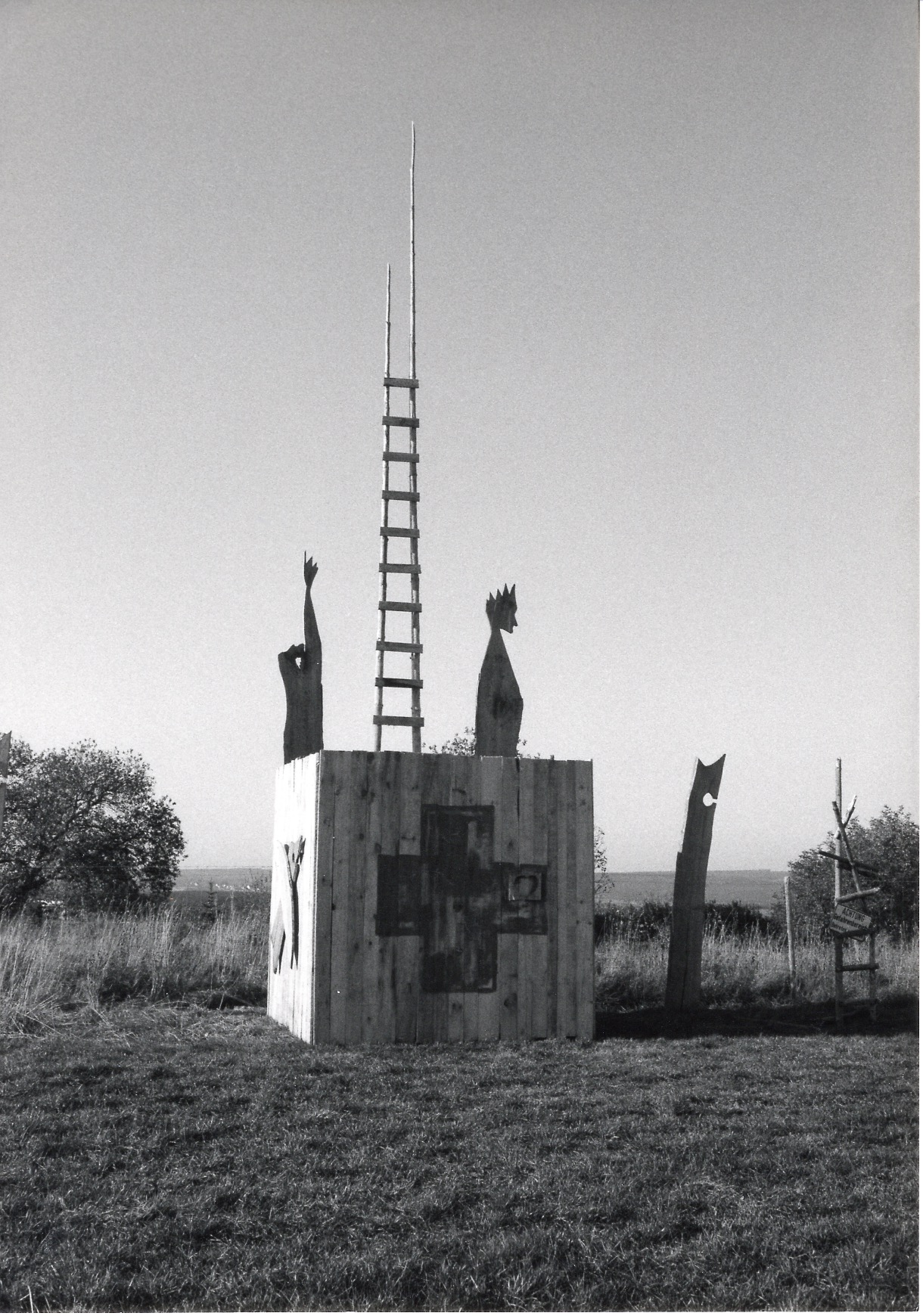
„Zeitzünder – Lebenszeichen“ auf dem ehemaligen Munitionsgelände Kehr Hallschlag, 1987.